# Chirocera pectinicornis
Chirocera pectinicornis är en stekelart som först beskrevs av Pierre André Latreille 1809.  Chirocera pectinicornis ingår i släktet Chirocera och familjen bredlårsteklar. Inga underarter finns listade i Catalogue of Life.